# Tak takhle to dopadlo
Tak takhle to dopadlo (v anglickém originále So It's Come to This: A Simpsons Clip Show) je 18. díl 4. řady (celkem 77.) amerického animovaného seriálu Simpsonovi. Scénář napsal Jon Vitti a díl režíroval Carlos Baeza. V USA měl premiéru dne 1. dubna 1993 na stanici Fox Broadcasting Company a v Česku byl poprvé vysílán 16. prosince 1994 na stanici ČT1.

## Děj
Na apríla si Homer dělá z Barta několik žertíků. Bart, rozzlobený četnými triky, na které naletěl, se pokusí pomstít tím, že do míchače na barvu strčí plechovku piva, jež se tak natlakuje. Když Homer pivo otevře, dojde k mohutné explozi, kvůli které skončí v nemocnici, ochrne a je upoután na invalidní vozík. Zatímco všichni čekají, až se Homer uzdraví, rodina vzpomíná na to, jak přežila podobné útrapy, což je ukázáno formou ukázek z minulých dílů. 
V nemocnici Homer spatří automat na cukrovinky a ve snaze získat čokoládu ho na sebe omylem převrhne. Stroj ho rozdrtí a uvede do kómatu. Pan Burns se pak snaží odpojit Homerův systém podpory života, aby ušetřil za placení zdravotního pojištění. Když Homer leží v bezvědomí na nemocničním lůžku, Bart se mu se slzami v očích přizná, že to byl on, kdo ho svým žertem s plechovkou piva dostal do nemocnice. Když to Homer uslyší, probere se z kómatu a Barta začne škrtit. Marge a ostatní jsou šťastní, když vidí, že se Homer opět chová normálně. Epizoda končí tím, že se Homer, stále v domnění, že je apríl, snaží oklamat rodinu tím, že je vezme na Havaj. Bart, Líza a Marge však Homerovi řeknou, že aktuální datum je 16. května, protože Homer byl 7 týdnů v kómatu, a že v důsledku toho přišel o 5 % mozku. Rodina se tomu směje, i když Homer sám neví, proč se vlastně směje.

## Produkce
Epizoda byla původně vysílána na apríla 1993 na stanici Fox. Režie se ujal Carlos Baeza, scénář napsal Jon Vitti a podíleli se na něm Al Jean, Mike Reiss, Jay Kogen, Wallace Wolodarsky, John Swartzwelder, Jeff Martin, George Meyer a Nell Scovellová. Nápad na záběry dvaatřiceti „D'oh!“ v řadě pocházel z montáže Davida Silvermana, kterou sestavil pro svou putovní univerzitní show.
Díl byl prvním klipovým dílem Simpsonových, který vznikl, aby ulehčil dlouhým hodinám, které strávili nad díly všichni zaměstnanci pořadu. Na producenty pořadu byl vyvíjen silný tlak, aby v každé řadě vytvořili další epizody, a plán byl vytvořit čtyři klipové díly za řadu, aby se tento limit splnil. Scenáristé a producenti se však domnívali, že tolik klipových pořadů by odradilo fanoušky seriálu. Stanice Fox to zdůvodňovala tím, že klipové pořady stojí polovinu toho, co stojí výroba normální epizody, ale mohou prodávat práva na syndikaci za plnou cenu. Navzdory povaze klipového dílu epizoda stále obsahovala polovinu nové animace, včetně dodatečné scény z dílu Ďábelský Bart, v níž Homer podruhé spadne do Springfieldské rokle poté, co sanitka narazí do stromu.
Cenzoři televize zpočátku odmítli do pořadu pustit větu „pivo způsobuje rakovinu konečníku“, ale nakonec ustoupili, když našli lékařskou učebnici, která uváděla souvislost mezi pivem a rakovinou, ale přesto je požádali, aby v budoucnu s pivem „šetřili“.

## Odkazované klipy
V této retrospektivní epizodě jsou použity klipy z dílů vydaných během prvních tří řad: čtyři klipy jsou z první, pět z druhé a šest ze třetí řady.
| Díl                                          | Řada | Popis |
| -------------------------------------------- | ---- | --- |
| Ve víru vášně                                | 1    | Bart hodí baseballový míček a trefí Homera do hlavy. Marge navštíví Homera ve Springfieldské jaderné elektrárně. |
| Homer na pálce                               | 3    | Homer je zasažen míčkem do hlavy. |
| Cena lásky                                   | 3    | Homer je zasažen do hlavy kotoučovou pilou, která spadne z police. Automatické dveře Kwik-E-Martu se opakovaně otevírají a zavírají a narážejí do hlavy spícího Homera. Homer usne v autě a zdá se mu, že je v Slumberlandu. Instrumentální verze písně „Golden Slumbers“ od The Beatles, která doprovází snovou sekvenci v původní epizodě, je zde nahrazena původní skladbou podobného stylu. |
| Za všechno může televize                     | 2    | Maggie udeří Homera palicí do hlavy. Kreslený film Itchy a Scratchy, Posel smrti. |
| Taková nenormální rodinka                    | 1    | Rodina Simpsonových absolvuje elektrošokovou terapii v rodinném centru Marvina Monroea. |
| Ďábelský Bart                                | 2    | Homer spadne ze Springfieldské rokle. |
| Spasitel zabijákem                           | 3    | Doktor, který na Homera dohlíží, je ukázán jako veterinář z této epizody. Homer požádá pana Burnse o peníze. |
| Volání přírody                               | 1    | Homer nastraží v lese past na králíka. |
| Zvlášť strašidelní Simpsonovi                | 2    | Kang a Kodos unesou rodinu Simpsonových. |
| Jak Burns prodával elektrárnu                | 3    | Homer sní o tom, že se ocitne v „zemi čokolády“. |
| Není ryba jako ryba                          | 2    | Homer poslouchá Lízu, jak hraje na saxofon. Homer učí Barta holit se. |
| Milhouseův románek                           | 3    | Bart ukradne Homerovu dózu s penězi. |
| Bart generálem aneb Kdopak by se Nelsona bál | 1    | Nelson pošle Barta domů v popelnici a sjede s ním z kopce. |
| Drobné kiksy nad komiksy                     | 2    | Homer „kontroluje“ Barta, Milhouse a Martina v domku na stromě. |
| více dílů                                    | 2–3  | Homer v každém klipu pronese „D'oh!“. |

## Kulturní odkazy
Dědečkova věta k Homerovi „Svět nikdy nebyl stvořen pro někoho tak krásného, jako jsi ty.“ pochází z písně „Vincent“ od Dona McLeana. Scéna, v níž se Barney pokouší Homera udusit polštářem a rozbije nemocniční okno, je parodií na závěrečnou scénu filmu Miloše Formana Přelet nad kukaččím hnízdem z roku 1975. Návrh profesora Frinka zmenšit posádku lidí na mikroskopickou velikost a poslat je do Homera v malé ponorce, je odkazem na film Richarda Fleischera Fantastická plavba z roku 1966. V ukázkách z předchozích epizod je také mnoho kulturních odkazů. Klip, v němž Homer zvedá Marge a odnáší ji v náručí do dálky, je odkazem na znělku filmu Důstojník a gentleman z roku 1982. Bart, jenž ukradne Homerovu dózu s penězi a snaží se utéct, je téměř záběr po záběru parodií na úvodní sekvenci filmu Dobyvatelé ztracené archy z roku 1981, přičemž po celou dobu hraje skladba Johna Williamse „Raiders March“. Scéna, v níž Maggie udeří Homera palicí do hlavy, je rozsáhlou parodií na scénu ve sprše z filmu Psycho; hudba a úhly kamery jsou téměř totožné.

## Přijetí
V původním americkém vysílání skončil díl v týdnu od 28. března do 4. dubna 1993 na čtrnáctém místě v žebříčku sledovanosti s ratingem Nielsenu 14,9. Byl to nejlépe hodnocený pořad na stanici Fox v tomto týdnu.
Epizoda získala pozitivní recenze, byla označena za „tak dobrou, jak jen klipová show může být“, a obsahovala několik nezapomenutelných gagů. Byla považována za jeden z „nejkonzistentněji vtipných dílů seriálu“, která „dosahuje té dokonalé rovnováhy mezi perfektně vybranými klasickými momenty a zcela novými příběhovými pasážemi“. Odkaz epizody na film Přelet nad kukaččím hnízdem označil Nathan Ditum z Total Film za 43. největší filmový odkaz v historii seriálu.
V roce 2015 výkonný producent Al Jean reagoval na hypotézu, že Homer je stále v kómatu a všechny epizody od této jsou vymyšlené, proto je v nich vnímán surrealismus a časté hostování. Uvedl, že tato hypotéza patří do složky „zajímavé, ale nepravdivé“.